# Givonne

Givonne este o comună în departamentul Ardennes din nordul Franței. În 1 ianuarie 2022 avea o populație de 1.055 de locuitori.